# المنازل المتتالية

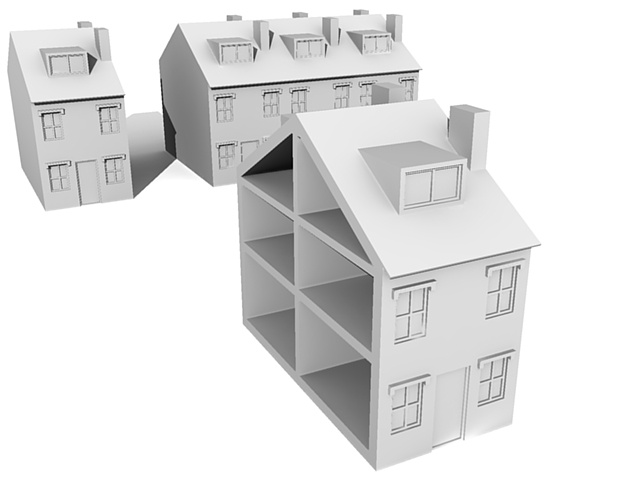

المنازل المتتالية:. هي شكل من المنازل المدرجات في المملكة المتحدة ، بنيت من أواخر القرن الثامن عشر حتى أوائل القرن العشرين بأشكال مختلفة. تم بناء الآلاف من هذه المساكن خلال الثورة الصناعية من أجل الزيادة السكانية المتزايدة في المدن الصناعية المتزايدة. حيث تشترك الجدران المتتالية في جدران الحفلات على ثلاثة من جوانبها الأربعة، مع وجود الجدار والنوافذ الوحيدة في الجدار الأمامي.
وبما أن المباني المتتالية تم تشييدها كأرخص سكن ممكن للطبقة العاملة الفقيرة، فإن بنائها كان عادة دون المستوى. لم يسمح تكوينها بتهوية كافية أو صرف صحي. تم تقاسم المراحيض وإمدادات المياه مع العديد من الأسر في ساحات مغلقة. اكتسبت متتالية سمعة غير مواتية لمستويات سيئة من الصحة والنظافة.
حوالي منتصف القرن التاسع عشر، اعتبر هذا الشكل من المساكن غير مرضٍ وخطر على الصحة. سمح تمرير قانون الصحة العامة لعام 1875 للشركات البلدية بحظر ظهورات متتالية جديدة، تم استبدالها في المرحلة التالية من البناء بمنازل متدرجة ثانوية. اختار مجلس مدينة ليدز عدم تطبيق الحظر ولكن؛ أدت شعبية المنازل المتتالية مع البنائين والمقيمين إلى استمرار البناء في ليدز حتى الثلاثينيات.
تم هدم معظم المتعاقبين في موجات تطهير الأحياء الفقيرة، على الرغم من بقاء العديد منهم في ليدز وبرادفورد. اختارت كل من مدينتي برمنجهام وليفربول ، حيث تم بناء الآلاف من المتتاليين، الاحتفاظ بمثال واحد كمعلم سياحي. يتم تشغيل متحف برمنجهام باك تو باك الآن كمتحف منزل تاريخي من قبل الصندوق الوطني. تتم إدارة أمثلة المتحف الأخرى للمنازل المتتالية بواسطة متحف ليفربول ومتحف برادفورد الصناعي.
تم بناء منازل منخفضة الجودة لأفراد الطبقة العاملة بكثافة عالية، مع اعتبار ضئيل للمساحة أو الراحة أو جودة الحياة. حيث كانت معظم المقاعد المتتالية صغيرة: وكانت الأمثلة المبكرة تحتوي على غرفة واحدة فقط في كل طابق، في حين أن المنازل اللاحقة كانت من طابقين إلى طابقين. يشترك كل منزل في جدار خلفي، سواء مع منزل خلف أو مع مبنى صناعي. وبالنظر إلى أن المنزل عادة ما يشارك ثلاثة من جدرانه الأربعة مع المباني المجاورة، فإن البيوت المتتالية كانت سيئة الإضاءة سيئة التهوية. [1] كان هذا هو الافتقار الأولي إلى النظافة، حيث تم العثور على بعض المنازل التي تم بناؤها على المصارف المفتوحة التي تغطيها الألواح فقط. [2]
لا ينبغي الخلط بين مصطلح «ظهر-إلى-ظهر» و «من خلال» البيوت المتلاصقة، التي تواجه ظهرها بعضها البعض عبر زقاق، وبالتالي فهي ليست متلاصقة كحقيقة متتالية. يمكن أيضًا أن تعرف المنازل المتتالية باسم الستائر المظلمة، [3] خاصة عند تشييدها على جدران المصنع، أو أحيانًا كشرفة من المنازل التي تقف بمفردها.